# 上月城
上月城（こうづきじょう）是位在兵庫縣佐用郡佐用町（舊上月町）的一座山城。因毛利氏・尼子氏殘黨的上月城之戰而有名。

## 關連項目
- 上月城之戰

## 外部連結
- 上月城公園 歴史資料館